# إليزابيث البافارية (ملكة بلجيكا)
إليزابيث البافارية (إليزابيث غابرييل فاليري ماري؛ 25 يوليو 1876 - 23 نوفمبر 1965)؛ أصبحت ملكة بلجيكا منذ 23 ديسمبر 1909 حتى 17 فبراير 1934 وذلك بصفتها زوجة الملك ألبرت الأول، كانت دوقة في بافاريا بالولادة، فهي والدة الملك ليوبولد الثالث وماري خوسيه ملكة إيطاليا، وجدة الملوك بودوان وألبرت الثاني.

## الأسرة
وُلدت في إحدى قلاع التي تقع في بافاريا العليا وكان والدها كارل تيودور دوق في بافاريا رئيس فرع الأصغر من العائلة المالكة البافارية وكذلك كان طبيب عيون، سميت بذلك تيمناً لعمتها إليزابيث إمبراطورة النمسا، والمعروفة باسم سيسي، وفي حين والدتها انفانتا ماريا جوزيه البرتغالية هي ابنة ميغيل الأول ملك البرتغال المنفي، يعتبرون شارلوت دوقة لوكسمبورغ الكبرى والإمبراطورة زيتا آخر إمبراطورة للنمسا وملكة المجر والأمير فيليكس من بوربون بارما زوج الدوقة الكبرى شارلوت وشقيق الإمبراطورة زيتا أبناء خالاتها.
قام الدوق كارل تيودور وهو فنان أيضا، بتنمية ذوق الفنية لعائلته والتنشئة إليزابيث على حب عميق للرسم والموسيقى والنحت، وفي عيادة والدها حيث ساعدت والدتها والدها كممرضة، بحيث أحست إليزابيث للعمل المجهد وللمعاناة الإنسانية غير المعتادة في ذلك الوقت بالنسبة للأميرة.

## الحياة الزوجية والملكية
في 2 أكتوبر 1900 بميونخ تزوجت الدوقة إليزابيث من الأمير ألبرت البلجيكي الذي اعتبر الثاني في ترتيب ولاية عرش بلجيكا (بعد والده الأمير فيليب، كونت فلاندرز)، عند اعتلاء زوجها العرش البلجيكي عام 1909، أصبحت إليزابيث الملكة القرينة، سميت مدينة إليزابيثفيل الكونغولية، اليوم لوبومباشي على شرفها.
التقيا لأول مرة في عام 1897 خلال جنازة عمتها الدوقة صوفي شارلوت البافارية التي كانت أيضًا حماة شقيقته هنرييت، في ذلك الوقت كان الأمير ألبرت وريثًا لعمه ليوبولد الثاني ملك بلجيكا، بحيث أنه الابن الثاني لأمير فيليب، كونت فلاندرز والأميرة ماري من هوهنتسولرن-سيغمارينغن شقيقة كارول الأول ملك رومانيا.
عند ولادته احتل ألبرت المركز الثالث في خط الخلافة خلف والده وشقيقه الأكبر الأمير بودوان التي أدت الوفاة غير المتوقعة في يناير 1891 إلى رفع ألبرت على الفور إلى مكانة بارزة داخل بلاده، لم يكن ألبرت وهو رجل مجتهد وهادئ اختيار الذي كان الملك ليوبولد الثاني يتطلع له، ولكن بصفته العضو الذكر الوحيد الحي في جيله، تمكن ألبرت من الحصول على تاج البلجيكيين عند وفاة الملك، كان لألبرت شقيقتان نجتا حتى سن البلوغ، الأميرة هنرييت التي تزوجت الأمير إيمانويل أمير أورليان والأميرة جوزفين كارولين التي تزوجت من ابن خالها الأمير كارل أنطون من هوهنتسولرن-سيغمارينغن شقيق فرديناند الأول ملك رومانيا .
وفي ديسمبر 1909 أصبح ألبرت وإليزابيث ملكًا وملكة للبلجيكيين، بعد وفاة عم ألبرت الملك ليوبولد الثاني، تولت الملكة الجديدة دورًا مكثفاً أكثر بكثير من أسلافها الملكات، حيث انخرطت في العديد من الجمعيات الخيرية والمنظمات، وخاصة تلك التي تعمل في مجال الفنون والرعاية الاجتماعية، وغالبًا ما أحاطت نفسها بمؤلفين وفنانين مشهورين، فضلاً عن كبار العلماء في ذلك الوقت، بسبب طبيعتها الودية ورعايتها الحقيقية واهتمامها بالآخرين، سرعان ما جعلتها محبوبة لدى شعب البلجيكي.
عندما اندلعت الحرب عام 1914، عملت الملكة إليزابيث مع الممرضات على الجبهة وساعدت على إنشاء الأوركسترا السيمفونية تكريماً للجيش الميداني، وبحلول نهاية عام 1914 كلفت رسول الملك البلجيكي المعروف باسم الرائد جوردون بمهمة المشاركة في إنشاء مستشفى لوسيان في لا بان. وأيضا كانت تسافر بشكل متكرر إلى المملكة المتحدة بحجة زيارة أبنائها الذين يدرسون هُناك، ولكن في غالبًا ما تنقل رسائل ومعلومات مهمة إلى الحكومة البريطانية من زوجها وقواته، وبعد الحرب عادت العائلة منتصرة إلى بروكسل وبدأت في إعادة بناء الأمة.
خلال الحرب العالمية الأولى أقامت هي والملك في دي بان بحيث جعلت الملكة نفسها محبوبة من خلال زيارة الخطوط الأمامية ورعاية وحدة التمريض، على الرغم من أن خلفيتها الألمانية، إلا أنها حظيت بشعبية، ويُنظر إليها على أنها دعمت بفارغ الصبر موطنها الجديد.
في الفترة منذ 23 سبتمبر حتى 13 نوفمبر 1919، قامت الملكة برفقة الملك والأمير ليوبولد بزيارة رسمية إلى الولايات المتحدة الأمريكية.

## السنوات اللاحقة
مع 17 فبراير 1934 توفي الملك ألبرت الأول في حادث تسلق جبل في آردين ببلجيكا، بالقرب من نامور، وخلفه ابنهما الأكبر الملك ليوبولد الثالث، انسحبت إليزابيث من الحياة العامة حتى لا تعيق جهود زوجة ابنها الملكة أستريد، ومع ذلك في أغسطس 1935 توفيت الملكة أستريد خلال حادث سيارة في كوسناخت أم ريجي الواقعة في سويسرا، لذلك عادت الملكة إليزابيث إلى الحياة العامة وبذلت قصارى جهدها لدعم ابنها وعائلته، واستأنفت في منصبها كسيدة الأولى للبلاد.
عاشت إليزابيث لترى ابنها يصبح ملكًا (لكنه يغادر أيضًا إلى المنفى ويتنازل عن العرش)، ويصبح ابنها الأصغر فعليًا الوصي على المملكة، واعتلاء حفيدها العرش.
وباعتبارها الملكة الأرملة أصبحت راعية للفنون وكانت معروفة بصداقتها مع علماء بارزين من أمثال ألبرت أينشتاين.
أثناء الاحتلال الألماني لبلجيكا منذ عام 1940 حتى عام 1944، استخدمت نفوذها كملكة وعلاقاتها الألمانية للمساعدة في إنقاذ مئات الأطفال اليهود من الترحيل على يد النازيين، وبعد تحرير بروكسل، سمحت باستخدام قصرها كمقر للفيلق الثلاثون البريطاني، وقدمت لقائده الجنرال هوروكس تميمة عبارة عن خنزير بري صغير، وبعد الحرب حصلت على لقب الصالحون بين الأمم من قبل الحكومة الإسرائيلية.
خلال الخمسينيات أثارت الملكة الجدل في الخارج من خلال زيارتها لاتحاد السوفييتي والصين وبولندا وهي الرحلات التي دفعت البعض إلى تسميتها بـ "الملكة الحمراء"، وأيضا أصبحت أول فرد من العائلة المالكة يقوم بزيارة ملكية إلى إسرائيل في عام 1959.

## الوفاة
توفيت الملكة إليزابيث في بروكسل عن عمر يناهز 89 عامًا في 23 نوفمبر 1965 إثر نوبة قلبية. تم دفنها في القبو الملكي في كنيسة سيدتنا لايكن، وكانت السيدة رقم 1016 من وسام الملكة ماريا لويزا الملكي.

## الإرث
كانت مدينة لوبومباشي في جمهورية الكونغو الديمقراطية اليوم تُعرف سابقًا باسم "إليزابيثفيل"، وقد سُميت على شرفها عندما تأسست عام 1910 فيما كان يُعرف آنذاك بـ الكونغو البلجيكية، تبنت اسمها الحالي فقط منذ عام 1966، عندما قامت بلجيكا بعد ست سنوات من الجدل بعد الاستقلال بإزالة الأسماء الاستعمارية تحت قيادة جوزيف ديزيريه موبوتو .
مسابقة الملكة إليزابيث هي مسابقة دولية طويلة الأمد للموسيقيين الكلاسيكيين المبتدئين في حياتهم المهنية كانت تقام بانتظام في بروكسل، سميت على شرفها.
أنشأت عالم المصريات البلجيكي جان كابارت مؤسسة مصرية للملكة إليزابيث تكريمًا لزيارتها لـ مقبرة توت عنخ آمون في 18 فبراير 1923، تُسمى الجمعية الآن جمعية الملكة إليزابيث المصرية.

## الذرية
- ليوبولد الثالث ملك بلجيكا (1901-1983).
- الأمير شارل كونت فلاندرز (1903-1983).
- ماري خوسيه ملكة إيطاليا (1906-2001)؛ تزوجت من أومبرتو الثاني ملك إيطاليا، لهم ذرية.

## روابط خارجية
- إليزابيث ملكة بلجيكا على موقع مونزينجر (الألمانية)
- إليزابيث ملكة بلجيكا على موقع ميوزك برينز (الإنجليزية)